# Национальный парк Эуа
Национальный парк Эуа (англ. Eua National Park), площадью 4,55 км² расположен на восточном побережье острова Эуа, Тонга. Статус получен в 1992 году, территория находится под охраной МСОП.

## Основные достопримечательности
Возле каждого природного объекта в заповеднике установлен щит c ознакомительной информацией на английском языке.

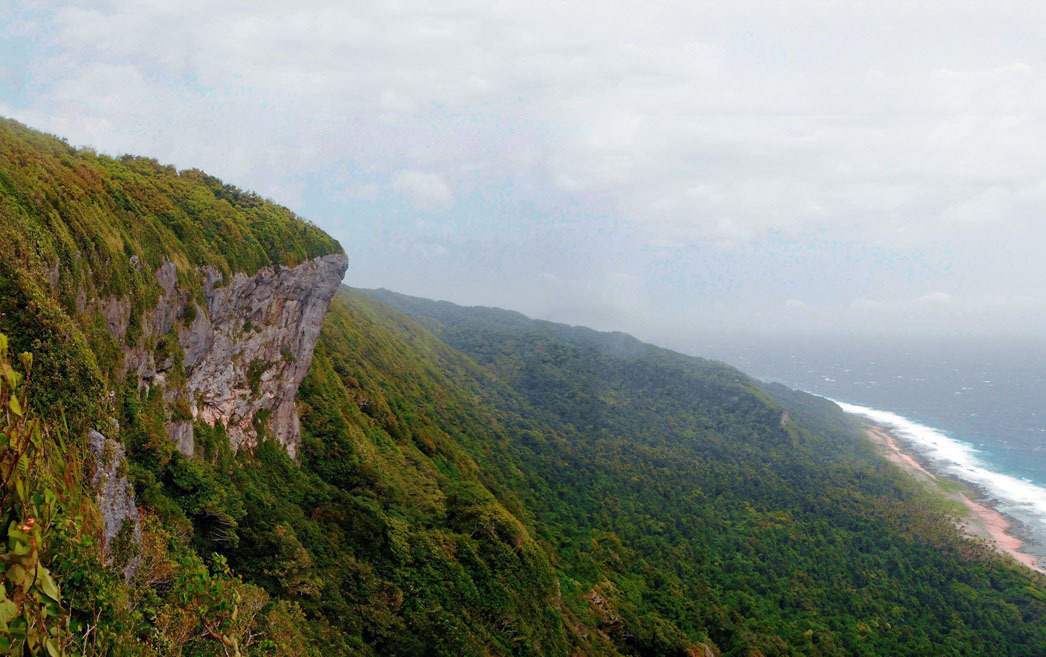
Вид со смотровой площадки

Смотровая площадка Локупо-лукаут (англ.  Lokupo platform lookout), расположена над обрывом поросшей лесом скалы, откуда открывается грандиозный вид на пустынную полосу пляжа Локупо-бич (англ.  Lokupo beach). «Локупо — это старое название леса и побережья, находящегося ниже», — сообщает информационный стенд. Неподалеку — Крысиная пещера (англ.  Rats Cave). Помимо этого — большой баньян (англ.  Big ovava three), природный бассейн (англ.  Hafu pool) и Смокин(г) кэйв (англ.  Smoking Cave) — природный колодец с ниспадающим в него водопадом. Парк нечасто посещаем туристами, некоторые тропы заросли высокой травой.